# Campeonato Sanmarinense 1994-95
El Campeonato sanmarinense 1994-95 fue la décima edición del  Campeonato sanmarinense de fútbol. Tre Fiori  conquistó su cuarto título, (tercer consecutivo), al vencer por 1-0 al La Fiorita en la final

## Equipos participantes
| Club       | Ciudad         |
| ---------- | -------------- |
| Cailungo   | Borgo Maggiore |
| Cosmos     | Serravalle     |
| Domagnano  | Domagnano      |
| Faetano    | Faetano        |
| Juvenes    | Serravalle     |
| La Fiorita | Montegiardino  |
| Libertas   | Borgo Maggiore |
| Murata     | San Marino     |
| Tre Fiori  | Fiorentino     |
| Virtus     | Acquaviva      |

#### Ascensos y descensos
| Pos. | Descendidos del Campeonato 1993-94 |
| ---- | ---------------------------------- |
| 9.º  | Folgore/Falciano                   |
| 10.º | Montevito                          |

| Pos. | Ascendidos de Serie A2 1993-94 |
| ---- | ------------------------------ |
| 1.º  | La Fiorita                     |
| 2.º  | Virtus                         |

## Tabla de posiciones
|  |     | Equipo     | PTS | PJ | PG | PE | PP | GF | GC | DG  |
|  | --- | ---------- | --- | -- | -- | -- | -- | -- | -- | --- |
|  | 1.  | Tre Fiori  | 26  | 18 | 12 | 2  | 4  | 36 | 15 | 21  |
|  | 2.  | Cosmos     | 24  | 18 | 9  | 6  | 3  | 29 | 20 | 9   |
|  | 3.  | Domagnano  | 23  | 18 | 9  | 5  | 4  | 29 | 17 | 12  |
|  | 4.  | La Fiorita | 23  | 18 | 10 | 3  | 5  | 24 | 25 | -1  |
|  | 5.  | Murata     | 22  | 18 | 8  | 6  | 4  | 22 | 16 | 6   |
|  | 6.  | Cailungo   | 14  | 18 | 4  | 6  | 8  | 18 | 26 | -8  |
|  | 7.  | Virtus     | 14  | 18 | 3  | 8  | 7  | 12 | 20 | -8  |
|  | 8.  | Faetano    | 13  | 18 | 5  | 3  | 10 | 26 | 24 | +2  |
|  | 9.  | Libertas   | 13  | 18 | 4  | 5  | 9  | 25 | 32 | -7  |
|  | 10. | Juvenes    | 8   | 18 | 2  | 4  | 12 | 18 | 44 | -26 |

|  | Clasificación a Play-Offs |
|  | Descienden a Serie A2     |

## Play-offs

#### Primera ronda
|}

#### Segunda ronda
| Equipo 1     | Resultado | Equipo 2   |
| ------------ | --------- | ---------- |
| Cosmos       | 2–3       | La Fiorita |
| San Giovanni | 0–3       | Domagnano  |

|}

#### Tercera ronda
| Equipo 1     | Resultado | Equipo 2   |
| ------------ | --------- | ---------- |
| San Giovanni | 0–3       | Cosmos     |
| Domagnano    | 0–2       | La Fiorita |

|}

#### Semifinal
| Equipo 1  | Resultado    | Equipo 2   |
| --------- | ------------ | ---------- |
| Domagnano | 2–4          | Cosmos     |
| Tre Fiori | 0–0 (6:5 p.) | La Fiorita |

|}

#### Final
| Equipo 1   | Resultado | Equipo 2 |
| ---------- | --------- | -------- |
| La Fiorita | 1–0       | Cosmos   |

|}

| Equipo 1  | Resultado | Equipo 2   |
| --------- | --------- | ---------- |
| Tre Fiori | 1–0       | La Fiorita |

| Campeón             |
|                     |
| Tre Fiori 4° título |